# Aubletiana
Aubletiana es un género de plantas con flores perteneciente a la familia Euphorbiaceae. Comprende 2 especies, presentes en Tailandia, Sumatra y Borneo.

## Taxonomía
El género fue descrito por José Carmelo Murillo Aldana y publicado en Revista de la Academia Colombiana de Ciencias Exactas, Físicas y Naturales 24(92): 360–361. 2000.
Etimología
Aubletiana: nombre genérico otorgado en honor del botánico francés Jean Baptiste Christophore Fusée Aublet.

## Especies aceptadas
A continuación se brinda un listado de las especies del género Aubletiana aceptadas hasta octubre de 2012, ordenadas alfabéticamente. Para cada una se indica el nombre binomial seguido del autor, abreviado según las convenciones y usos.
- Aubletiana leptostachys (Breteler) J.Murillo
- Aubletiana macrostachys (Breteler) J.Murillo